# オーウェン・マッコリー
オーウェン・マッコリー（Owen McAuley, 1973年10月5日 ‐ ）は、北アイルランド・ベルファスト出身のレーシングドライバー。

## 経歴
マッコウリーは、故郷の北アイルランドでカートを始め、1988年から1991年までの3年間、全国チャンピオンになる。1992年に、北アイルランドフォーミュラフォード選手権でシリーズ4位。 1993年にはフォーミュラヴォクソールロータスウィンターシリーズで優勝し、1994年にはイギリスのフォーミュラ・ヴォクソール・ロータスのタイトルを獲得した。ちなみにマッコウリーは、ポール・スチュワート (ジャッキー・スチュワートの息子)率いるポール・スチュワート・レーシングの所属だった。  
1995年には、シルバーストーンを拠点とするアラン・ドッキング・レーシングの国際フォーミュラ3カップで優勝。
1996年にイギリスツーリングカー選手権に参戦。1年後アメリカに移り、フロリダのセブリングやオハイオのロードアメリカのような世界的に有名なサーキットで開催される、ハーバードッジプロシリーズに出場した。 
1989年、アルスターチャンピオン、全アイルランドチャンピオン。 
1990年、アルスターチャンピオン 
1991年、アルスターチャンピオン 
ゴーカートのキャリアを成功させた後、フォーミュラカーレースに転向した。 
1992 FF1600 
1993年英国ボクソール冬季シリーズチャンピオン 
1994英国ヴォクソールチャンピオン 
1995国際F3カップチャンピオン 
1996英国ツーリングカー選手権 
1998バーバーダッジプロシリーズ 

### イギリスツーリングカー選手権
| 年     | チーム           | 使用車両            | 1        | 2        | 3        | 4         | 5       | 6        | 7        | 8         | 9        | 10       | 11       | 12        | 13       | 14        | 15        | 16        | 17    | 18    | 19    | 20    | 21    | 22    | 23    | 24    | 25    | 26    | 順位 | ポイント |
| ------ | ---------------- | ------------------- | -------- | -------- | -------- | --------- | ------- | -------- | -------- | --------- | -------- | -------- | -------- | --------- | -------- | --------- | --------- | --------- | ----- | ----- | ----- | ----- | ----- | ----- | ----- | ----- | ----- | ----- | ---- | -------- |
| 1996年 | ロウズ・スポーツ | 日産・プリメーラeGT | DON 1 14 | DON 2 12 | BRH 1 13 | BRH 2 DNS | THR 1 9 | THR 2 11 | SIL 1 16 | SIL 2 Ret | OUL 1 15 | OUL 2 10 | SNE 1 11 | SNE 2 Ret | BRH 1 15 | BRH 2 Ret | SIL 1 Ret | SIL 2 Ret | KNO 1 | KNO 2 | OUL 1 | OUL 2 | THR 1 | THR 2 | DON 1 | DON 2 | BRH 1 | BRH 2 | 18位 | 3        |